# Burrough Green
Burrough Green – wieś i civil parish w Anglii, w Cambridgeshire, w dystrykcie East Cambridgeshire. W 2011 civil parish liczyła 379 mieszkańców. Burrough Green jest wspomniana w Domesday Book (1086) jako Burch.